# Neonoemacheilus
Genre
Neonoemacheilus est un genre de poissons téléostéens de la famille des Nemacheilidae et de l'ordre des Cypriniformes. C'est un genre de « loches de pierre » asiatiques.

## Liste des espèces
Selon FishBase (19 juillet 2015):
- Neonoemacheilus assamensis (Menon, 1987)
- Neonoemacheilus labeosus (Kottelat, 1982)
- Neonoemacheilus mengdingensis Zhu & Guo, 1989
- Neonoemacheilus morehensis Arunkumar, 2000
- Neonoemacheilus peguensis (Hora, 1929)